# Simon Stewart
Simon Stewart –conocido como Ossie Stewart– (Londres, 31 de enero de 1954) es un deportista británico que compitió en vela en la clase Soling. Participó en los Juegos Olímpicos de Barcelona 1992, obteniendo una medalla de bronce en la clase Soling (junto con Lawrie Smith y Robert Cruickshank).

## Palmarés internacional
| \| Juegos Olímpicos \| Juegos Olímpicos \| Juegos Olímpicos \| Juegos Olímpicos \| \| Año \| Lugar \| Medalla \| Clase \| \| ---------------- \| ------------------ \| ----------------- \| ---------------- \| \| 1992 \| Barcelona (España) \| Medalla de bronce \| Soling \| |                    |                   |        |
| Juegos Olímpicos |                    |                   |        |
| Año | Lugar              | Medalla           | Clase  |
| 1992 | Barcelona (España) | Medalla de bronce | Soling |